# BCL11B
BCL11B‏ (B cell CLL/lymphoma 11B) هوَ بروتين يُشَفر بواسطة جين BCL11B في الإنسان.